# Grant County (Arkansas)
Grant County je okres ve státě Arkansas v USA. K roku 2010 zde žilo 17 853 obyvatel. Správním městem okresu je Sheridan. Celková rozloha okresu činí 1 639 km².

## Sousední okresy
| Růžice kompasu |                   | Saline County           | Pulaski County   | Růžice kompasu |
| Růžice kompasu | Hot Spring County | Sever                   | Jefferson County | Růžice kompasu |
| Růžice kompasu | Hot Spring County | Grant County (Arkansas) | Jefferson County | Růžice kompasu |
| Růžice kompasu | Hot Spring County | Jih                     | Jefferson County | Růžice kompasu |
| Růžice kompasu |                   | Dallas County           | Cleveland County | Růžice kompasu |